# Carretera Federal 76
La Carretera Federal 76 es una carretera Mexicana que recorre el estado de Nayarit, inicia en Tepic donde entronca con la  Carretera Federal 15 y termina en San Blas donde entronca con la  Carretera Federal 74, tiene una longitud total de 64 km. 
Las carreteras federales de México se designan con números impares para rutas norte-sur y con números pares para las rutas este-oeste. Las designaciones numéricas ascienden hacia el sur de México para las rutas norte-sur y ascienden hacia el Este para las rutas este-oeste. Por lo tanto, la carretera federal 76, debido a su trayectoria de este-oeste, tiene la designación de número par, y por estar ubicada en el Norte de México le corresponde la designación N° 76.

## Trayecto

### Nayarit
- Tepic – Carretera Federal 15
- Jalcocotán
- Santa Cruz de Miramar
- Aticama
- Matanchén
- San Blas – Carretera Federal 76